# سیتی‌هال لندن

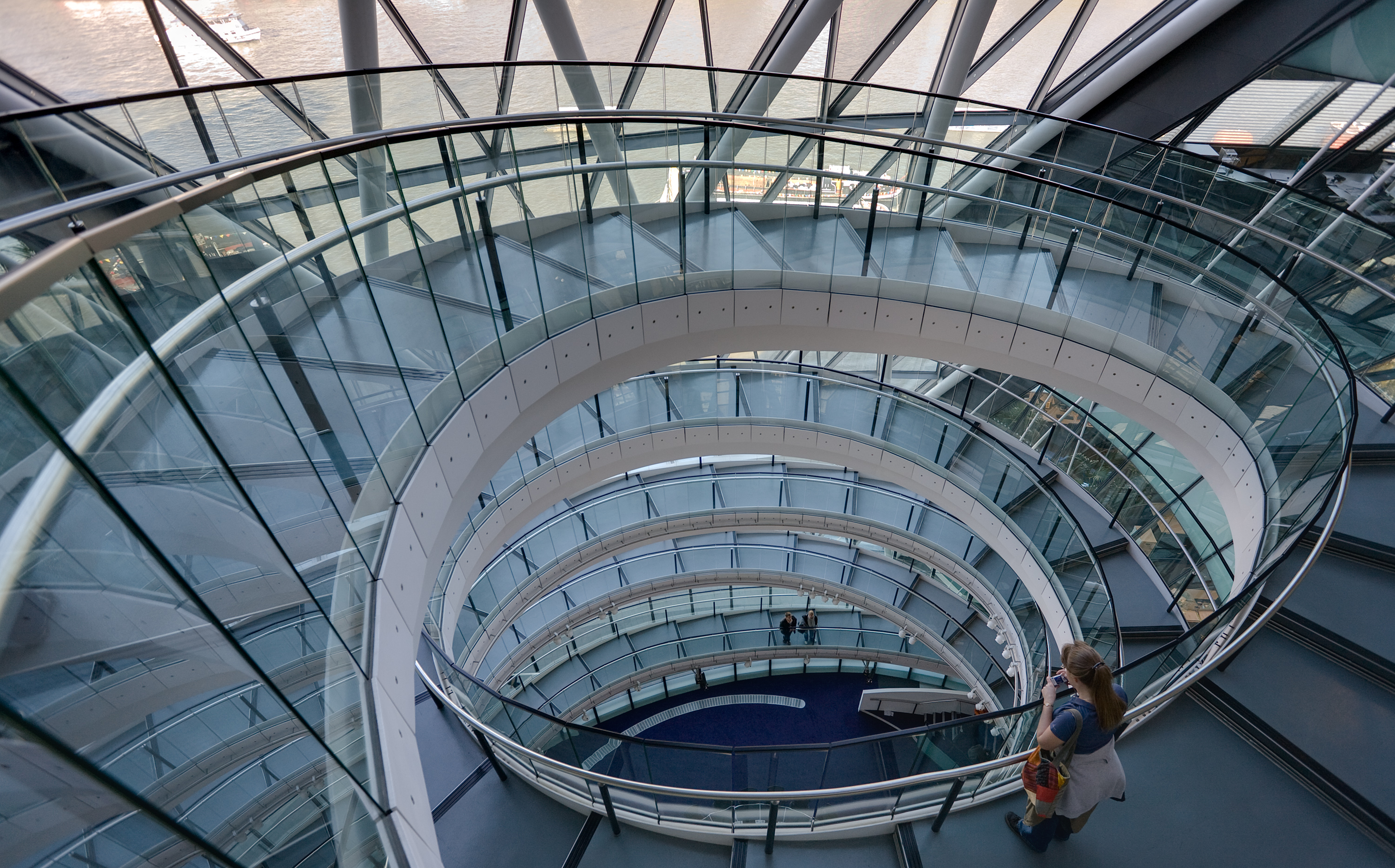
راه پله مارپیچ داخل سیتی‌هال

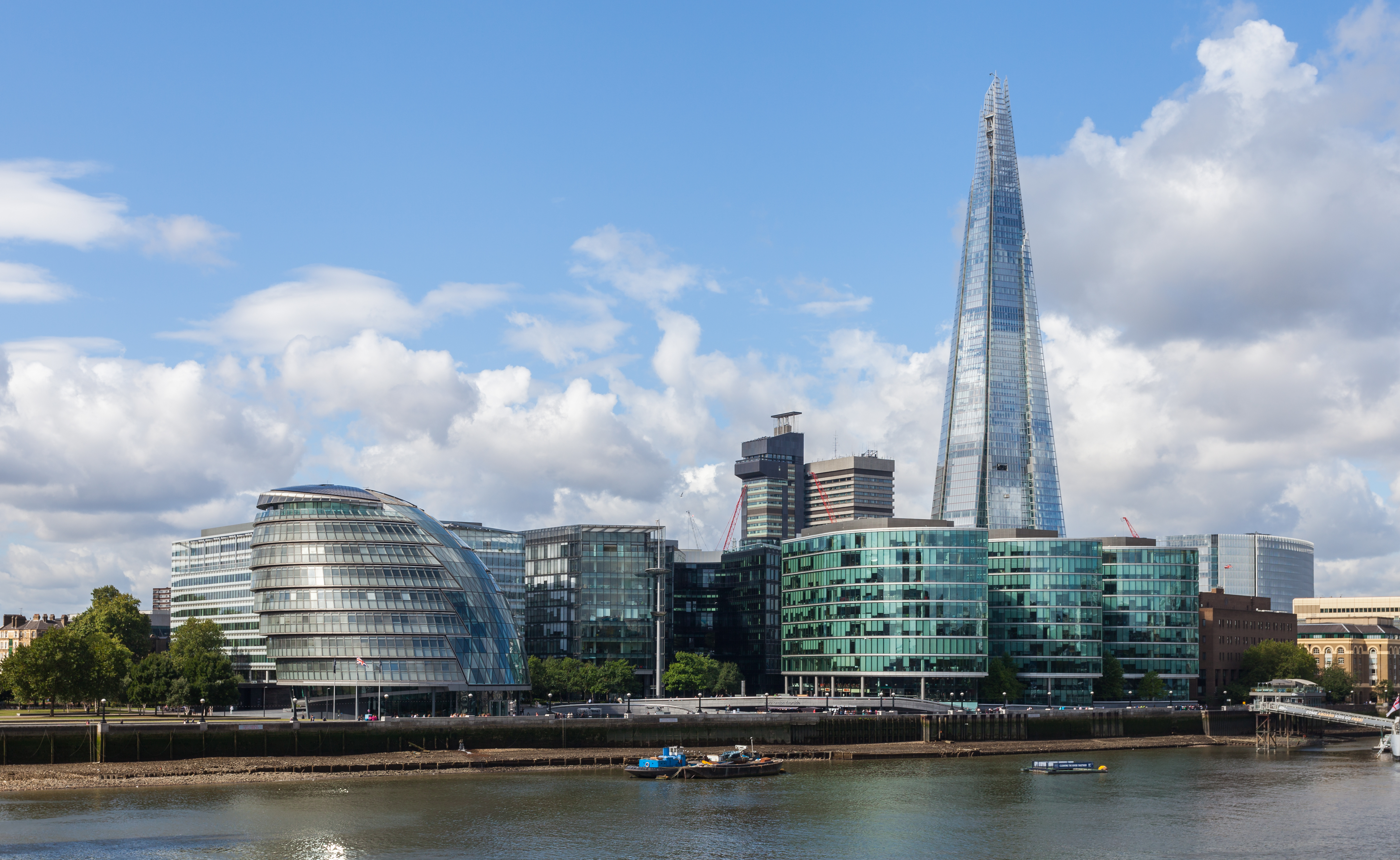
بانک ساوث‌وارک رود تیمز، نزدیک به تاور بریج.

سیتی‌هال لندن (به انگلیسی: city hall) ساختمان شهرداری لندن و شورای شهر لندن است که در سال ۲۰۰۲ به بهره‌برداری رسیده‌است.
این ساختمان که در منطقه ساوت‌وارک لندن و در نزدیکی رودخانه تیمز و پل تاور بریج قرار دارد توسط نورمن فاستر طراحی شده‌است.

## نمای ساختمان
ساخت این بنا از سال ۲۰۰۰ تا ۲۰۰۲ به طول انجامید. فرم کلی این ساختمان تمام شیشه از یک تخم مرغ ناموزون الهام گرفته شده‌است’ارتفاع ان۴۵ متر است که در ۱۱ طبقه حل شده و طبقات به صورت پلکانی روی هم قرار گرفته‌اند که باعث مایل بودن فرم کلی بنا شده‌اند. در نمای جنوبی ساختمان ۳ پانل سه‌گوش شیشه‌ای در هم فرورفته وجود دارد که قسمت‌های اداری ساختمان را به سمت رود تایمز باز می‌کند و نماهای دیگر شامل نوارهای شیشه‌ای است جهت آفتابگیر بودن بیشتر.
۳۸۴۴ پهنه شیشه‌ای سه‌بعدی که سطحی معادل ۷۳۰۰ متر مربع را پوشش می‌دهند. انگاره‌ی طرح بهره‌گیری از پوشش‌های فلزی در نما برای همساز بودن با محیط زیست می‌باشد. دو گونه روکش فلزی استفاده شده‌است: ۱- پرده‌های دیواری فلزی در قسمت اداری که از پنل‌های ۱/۵ متری متحرک، که برای تنظیم نور و تهویه در جبهه جنوبی ساختمان به صورت برقی باز و بسته می‌شوند. ۲-استیل‌های ثابت و شیشه‌های ثابت در قسمت عمومی در جبهه شمالی ساحتمان که به صورت دستی قابل تغییر می‌باشد.

### طراحی داخلی ساختمان
در داخل ساختمان یک شیب‌راه به طول تعبیه شده که کل ارتفاع ساختمان را دربر گرفته‌است و پایین‌ترین طبقه که محل تشکیل مجلس شورای شهر است را به بالاترین طبقه که دارای آمفی‌تئاتر و مراکز تجاری و بالکنی با چشم‌انداز ۳۶۰ درجه می‌باشد وصل می‌کند. پلان هر طبقه نیز به صورت دایره طراحی شده که به صورت پلکانی روی هم قرار گرفته‌اند.
استفاده از پلان باز و انعطاف‌پذیری فضاها یکی دیگر از شاخصه‌های کارایی ساختمان می‌باشد، که می‌توان در زمان‌های مختلف، کاربری‌های مختلف و عملکردهای گوناگون به فضا اختصاص داد. ساختمان دارای ۱۵۴ اتاق اداری با فضاهای قابل انعطاف می‌باشد. ایجاد فضای متخلخل و شفاف در قسمت عمومی باعث دید بیشتر و مشارکت مردم می‌شود.

#### ویژگی معماری پایدار

##### فرم ساختمان
کروی بودن شکل ساختمان باعث شده که ۷۵٪ سطح کمتری در مقایسه با ساختمان‌های ۴ گوش در معرض نور خورشید قرار گیرد. همچنین فرم پلکانی بنا باعث شده هر طبقه روی طبقه زیرین خود سایه‌اندازی کرده و مقدار نور کنترل شده‌ای وارد ساختمان شود. این فرم پلکانی ساختمان با شیب ۳۱ درجه در نمای جنوبی به عقب رفته، که در فصل تابستان از تابش مستقیم آفتاب جلوگیری می‌کند و در زمستان به دلیل کم بودن زاویه تابش خورشید، استفاده از تابش مستقیم آفتاب را میسر می‌نماید.

##### استفاده مجدد از انرژی ذخیره شده
کلیه لامپ‌ها و سامانه‌های رایانه‌ای در کل مجموعه قادر به دریافت گرمای موجود در فضا و تأمین مجدد انرژی ساختمان هستند.

##### تأمین انرژی وآب آشامیدنیبه وسیلهٔ پمپاژ آب‌های زیرزمینی
ساختمان مجلس شورای شهر لندن روی سفره اب زیرزمینی لندن واقع شده همین امر باعث می‌شود که گرمای اضافی موجود در کل فضا به صورت آب گرم از طریق لوله‌کشی در سفره آب زیرزمینی ذخیره شود و در مواقع لزوم از طریق پمپاژ آب برای مصارفی همچون راه‌اندازی سامانه‌های سرمایشی و آبیاری فضای سبز استفاده می‌شود.

##### استفاده از پنل‌های خورشیدی
سقف مجموعه توسط قاب‌های فتوولتاییک (نیروزای نوری) پوشیده شده. در طول روز این پنل‌ها نور خورشید تابیده شده به خود را ذخیره کرده و از همین طریق در شب انرژی برق مورد نیاز مجموعه را تأمین می‌کنند.

##### استفاده از مصالح تجدیدپذیر
نه تنها ساختار برای معماری مهم است، بلکه برای بهینه‌سازی در استفاده از مواد اولیه نیز مهم است و در کنار زیبایی‌شناسی و عملکرد، کمک به پایداری ساختمان می‌نماید. استفاده از مصالح تجدیدپذیر مثل بتن، فولاد و شیشه و استفاده از مواد بازیافتی مثل فرش لاستیکی با روکش فلزی یکی دیگر از ویژگی‌های معماری پایدار ساختمان سیتی هال لندن می‌باشد.
کلیه ویژگی‌های ذکر شده باعث شده‌است که مصرف انرژی این مجموعه به میزان ۷۵٪ نسبت به سایر ساختمان‌های اداری مرتفع دیگر کاهش یابد.

## نگارخانه

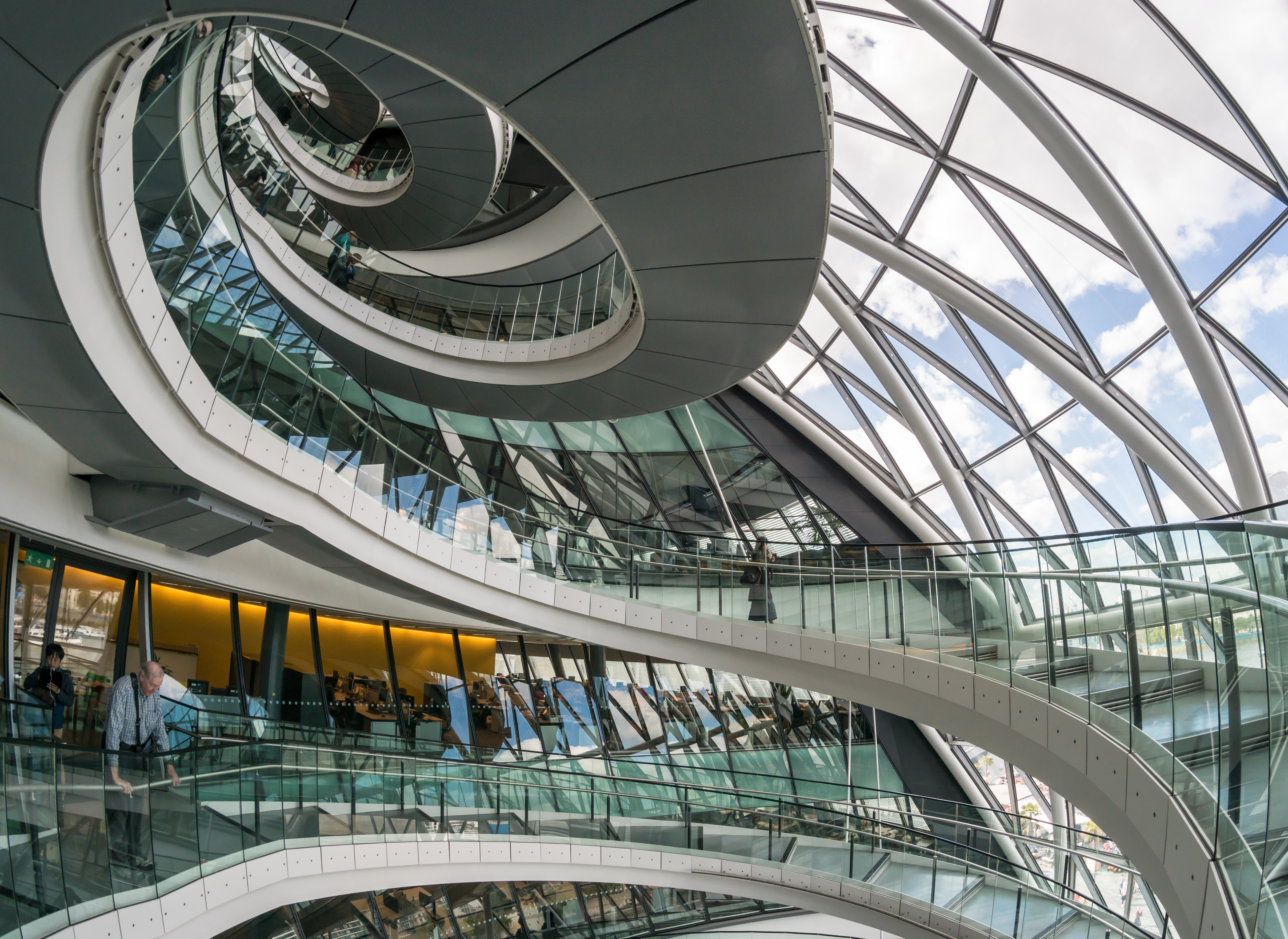
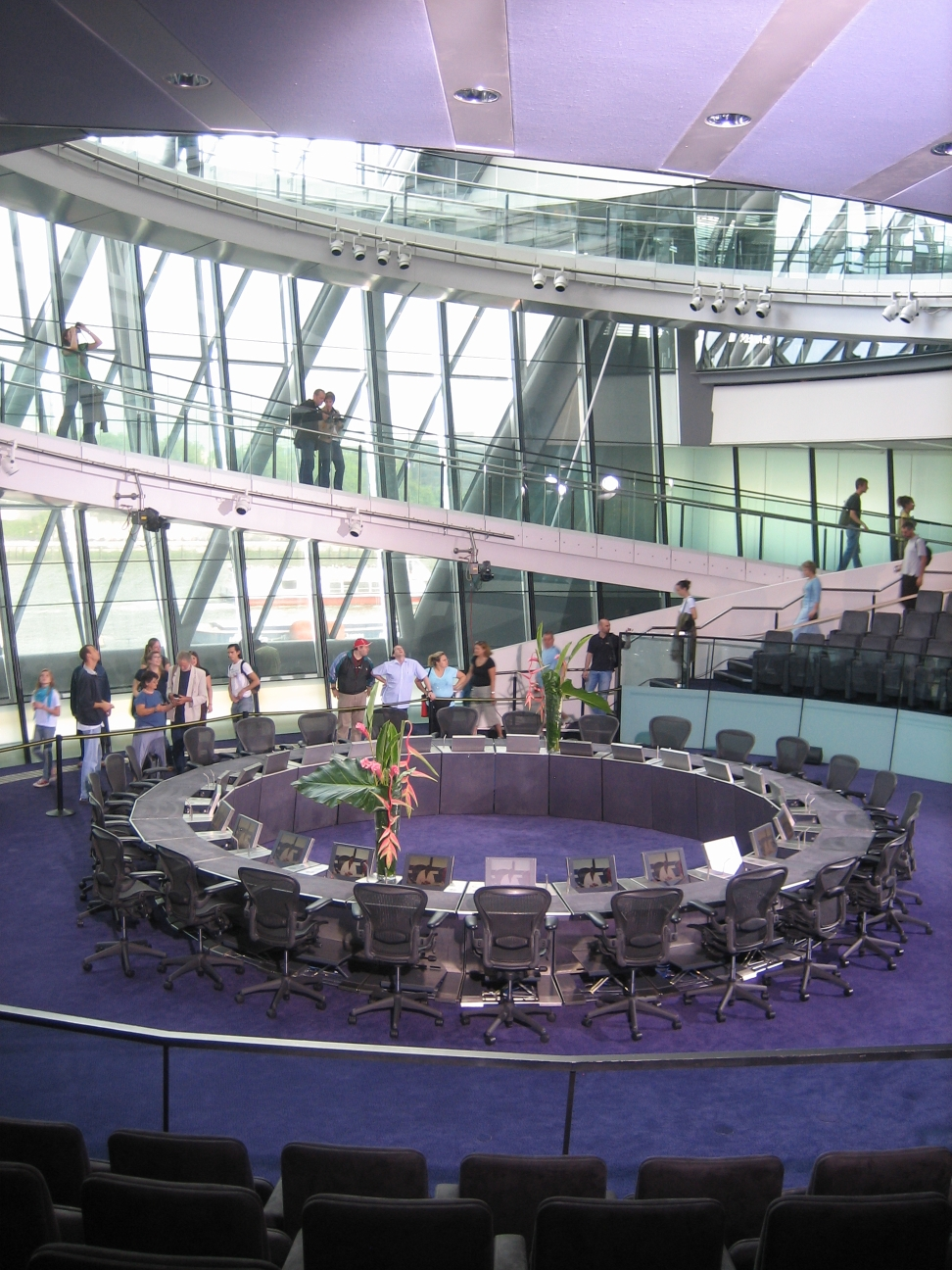
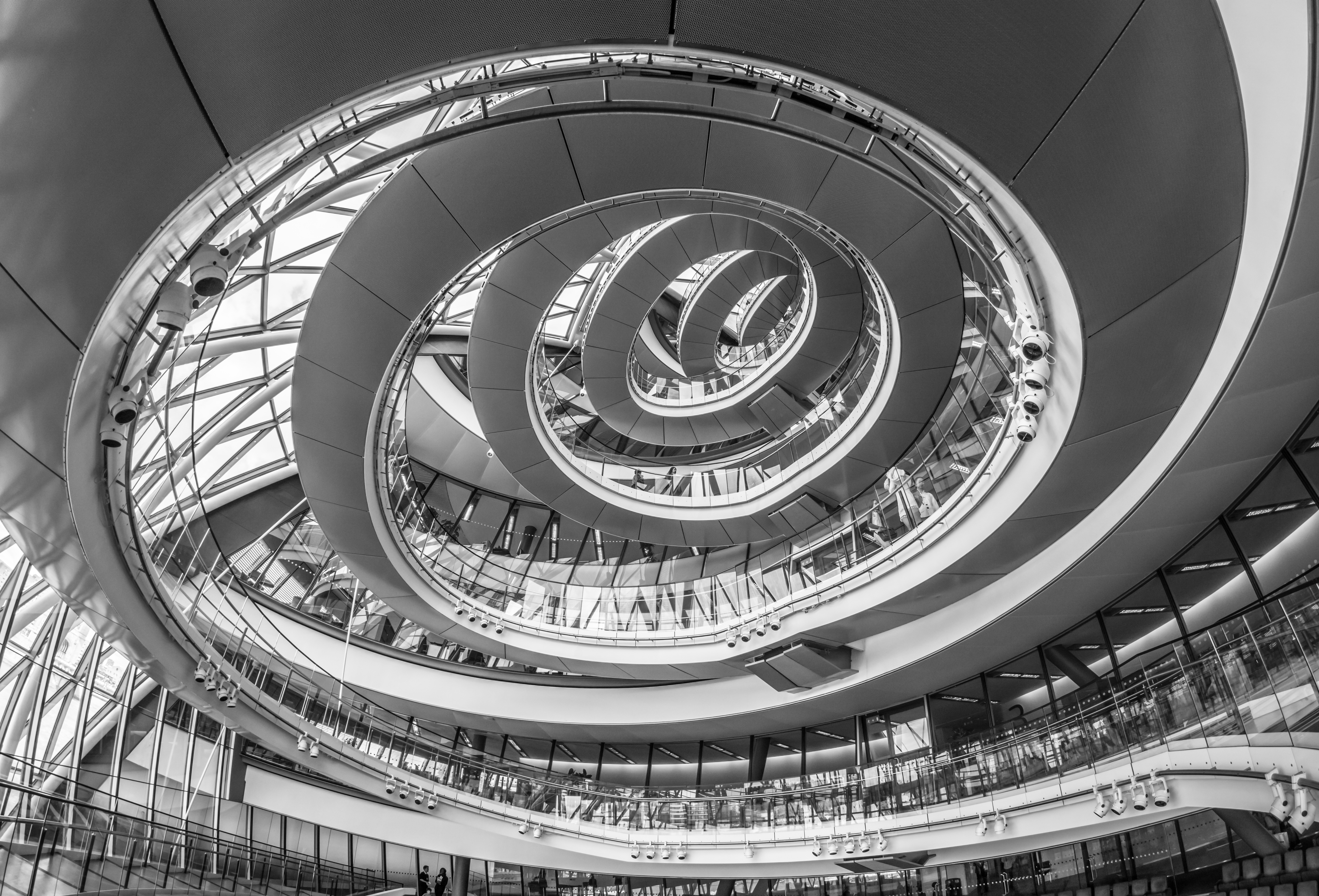